# Famiglia Bolkonskij
La famiglia di principi russi Bolkonskij era co-protagonista del celebre romanzo di Lev Tolstoj Guerra e pace. Nel romanzo, fra i componenti della famiglia possiamo trovare il Principe Andrea, la Principessina Maria ed il vecchio principe Nikolaj Bolkonskij.

## Componenti
I componenti della famiglia sono i principi Andrej, Mar'ja e il vecchio padre Nikolaj Andreevič.

### Andrej
Il primo è uno dei più importanti del libro; sposato con Lise, il matrimonio non è dei più felici: infatti, nel capitolo VI della prima parte del primo tomo, i due coniugi hanno una seria discussione, cui assiste anche Pierre Bezuchov, a causa della partenza per la carriera militare che egli desidera intraprendere. Nonostante le resistenze della moglie, Andrej parte (capitolo XXV, parte I, libro I), ma durante la battaglia di Austerlitz viene ferito gravemente e affidato alle cure della gente del luogo; miracolosamente guarito, egli torna in licenza nella tenuta famigliare di Lysye Gory (dove abita il resto della famiglia per volere di Nikolaj in seguito al confino, durante il regno di Paolo I; nonostante abbia avuto il permesso di non rimanervi più, il vecchio ha deciso di restarvi, cosa in seguito alla quale nell'alta società è stato soprannominato "Le roi de Prusse", in italiano "Il re di Prussia"; un accenno alla storia della famiglia è riportato nel capitolo XXII della prima parte del primo tomo). Tuttavia, per Andrej il ritorno non è felice: infatti, proprio quella sera sua moglie muore dopo aver dato alla luce il figlio Nikolen'ka.
Le sue vicende amorose non terminano qui: infatti, durante un ballo s'invaghisce di Nataša Rostova e, siccome corrisposto, i due si vogliono sposare, ma non hanno il consenso dell'aspro Nikolaj Bolkonskij, il quale propone al figlio di rifletterci bene durante un lungo viaggio che quest'ultimo intraprenderà in Europa anche per motivi di salute. Andrej fa una proposta a Nataša Rostova: le dà la sua parola di sposarla al termine del viaggio, ma se lei avrà frattanto trovato un altro innamorato non sarà vincolata dalla promessa fatta a lui; per qualsiasi difficoltà le raccomanda il suo amico Pierre Bezuchov, anche se lei non lo ha mai visto. Inizialmente la ragazza accetta di buon grado, ma diviene sempre più nervosa quando il fidanzato tarda ad arrivare e giunge infine a baciare in sua assenza l'affascinante Anatòle Kuràgin e si mette d'accordo con lui per fuggire assieme a lui all'insaputa della sua famiglia; il piano fallisce grazie all'intervento dell'energica zia Marja Dmitrevna. 
Intanto Andrej ha partecipato alla Battaglia di Borodino, in cui è stato gravemente ferito, come molti altri uomini, alcuni dei quali vengono trasportati per pietà dai Rostov lontano dalla decadente Mosca; fra questi c'è anche Andrej, il quale non viene inizialmente notato, me che è avvistato da Sonja, la quale comunica il fatto a Nataša; quest'ultima ha ripreso ad amarlo, ma ormai per Andrej è finita: egli muore a Jaroslavl' poco prima della fine della guerra fra l'assistenza della sorella Marija e della fidanzata, convertito alla fede (prima era scettico).

### Mar'ja
Mar'ja è la religiosa e pia sorella di Andrej; all'inizio del libro la si vede come la devota figlia che assiste, cura e sopporta il padre, il quale le impartisce lezioni; verso la fine del romanzo, dopo aver visto il padre morire, si innamora di Nikolaj Rostov ed è contraccambiata; quindi, verso la fine del romanzo lo sposa, cosa che rende felici i Rostòv anche perché, rispetto a Sonja, il cui matrimonio con Nikolaj Rostov è sfavorito dai genitori, è un partito più facoltoso, giusto quello che serve per risanare le finanze della famiglia.

### Nikolaj
Nikolaj è il vecchio padre di Marja e di Andrej, di carattere burbero, bisbetico, operoso, abitudinario e brusco e che incute timore a tutti, nonostante non sia cattivo (capitolo XXII, parte I, libro I); si occupa personalmente e in modo eccessivamente esigente dell'istruzione della figlia.
Muore verso la fine del romanzo, assistito da Marja.

### La servitù
I servitori della famiglia sono Tìchon, vecchio cameriere, Mademoiselle Bourienne, dama da compagnia di Marja, l'intendente Alpatič e l'architetto Michaìl Ivanovič, ammesso per capriccio alla sua tavola.